# Velika nagrada Modene
Velika nagrada Modene (italijansko Gran Premio di Modena) je bila avtomobilistična dirka, ki je med letoma 1934 in 1961 potekala v italijanskem mestu Modena. Najuspešnejši dirkač je Tazio Nuvolari s tremi zmagami, ki jih je dosegel na prvih treh tukajšnjih dirkah, med moštvi pa Maserati prav tako s tremi zmagami.

## Zmagovalci
| Leto | Zmagovalec         | Moštvo     | Dirkališče | Poročilo |
| ---- | ------------------ | ---------- | ---------- | -------- |
| 1961 | Stirling Moss      | Lotus      | Modena     | Poročilo |
| 1957 | Jean Behra         | Maserati   | Modena     | Poročilo |
| 1953 | Juan Manuel Fangio | Maserati   | Modena     | Poročilo |
| 1952 | Luigi Villoresi    | Ferrari    | Modena     | Poročilo |
| 1936 | Tazio Nuvolari     | Alfa Romeo | Modena     | Poročilo |
| 1935 | Tazio Nuvolari     | Alfa Romeo | Modena     | Poročilo |
| 1934 | Tazio Nuvolari     | Maserati   | Modena     | Poročilo |